# Шарора (джамоат)
Шарора́, или джамоат Шарора (тадж. Шарора, Ҷамоати шаҳраки Шарора) — административная единица, джамоат в Гиссарском районе Таджикистана. 
Административный центр — посёлок городского типа Шарора.
2 мая 1993 года решением Верховного Совета Республики Таджикистан выделен из состава общины (джамоата) Дурбат Гиссарского района. Население 13116 человек (2015). Находится в 12 км от центра Гиссарского района. Джамоат граничит с запада с джамоатом Гиссар, с севера с джамоатом Дурбат, с востока с районом Рудаки. Район, в котором сейчас расположен городок Шарора, в прошлом назывался «Кули-Мир». В 1938 году на месте современных городских построек был построен завод по разведению мулов. С тех лет это место называлось «Мулзавод». В 60-80-х годах 20 века в этой области действовало несколько научно-исследовательских институтов. В 1926 г. к местечку «Кули-Мир» посёлка  переселили жителей из России, Украины, Татарстана, Белоруссии, хлопководческих районов Узбекистана, Казахстана, Туркмении. После Хаитского землетрясения (1949 г.) в город были переселены киргизы и гармцы. В посёлок также были переселены жители Раштской долины, Хатлонской области, Бадахшана, Ягноба (р. Айни), Гозималика (р. Джоми), Обигарма (г. Рогун). В ведении городской общины находится 272 га водных угодий, 85 га засушливых земель и 349 га пастбищ для скота. На его территории действуют учебно-производственное хозяйство «Зироаткори», научно-исследовательский институт «Зироаткори» Академии сельскохозяйственных наук Таджикистана, Институт астрофизики Академии наук Таджикистана и 6 фермерских хозяйств. Очаг землетрясения (23 января 1989 года) находился на территории центра общины — посёлка Шарора, где погибло 226 человек. На территории поселка (на 2015 год) — 2420 дворов, 12521 жителей, 4 села — Сафобахш, Сайёд, Сарчашма, Ганджрез, 18 микрорайонов, 62 улицы. В общине имеется средняя школа, 3 общеобразовательные школы, дошкольное учреждение, 16 мечетей, районная больница, поликлиника, 3 библиотеки, историко-географический музей, 3 рынка, банк, терминал перевозки, 14 организаций и учреждений, 2 телефонных переговорных, 4 пункта технического обслуживания, 21 торговая точка, 3 столовых.

## Населённые пункты
| №  | Населённый пункт (село) | Прежние названия | Население, 2022 |
| -- | ----------------------- | ---------------- | --------------- |
| 1  | Шодмон                  |                  | 2835            |
| 2  | Матонат                 |                  | 2586            |
| 3  | И. Эшонов               |                  | 1420            |
| 4  | А. Сино                 |                  | 1334            |
| 5  | Домуллоджонов           |                  | 1618            |
| 6  | М. Бедил                |                  | 823             |
| 7  | А. Фирдавси             |                  | 1140            |
| 8  | А. Рудаки               |                  | 1378            |
| 9  | А. Джоми                |                  | 1543            |
| 10 | Х. Назаров              |                  | 970             |
| 11 | Манас                   |                  | 1099            |
| 12 | К. Девона               |                  | 1747            |
| 13 | Сугдиён                 |                  | 1147            |
| 14 | Сафобахш                |                  | 773             |
| 15 | Ганджрез                | Уртабуз          | 2317            |